# Гадолинит
Гадолинит (уст. Итербит) — минерал чёрного (буро-чёрного) цвета с жирным стекловатым блеском, просвечивающийся по краям, иногда совсем непрозрачен. Очень редко встречается в форме кристаллов, обычно — в виде плотной массы. Гадолинит является иногда в виде аморфного однопреломляющего тела, то в виде двупреломляющего, то в виде агрегата одно- и двупреломляющих частиц.
В зависимости от преобладания церия или иттрия различают гадолинит-Ce и гадолинит-Y, соответственно.

## История
Гадолинит получил название в 1800 году в честь финского минералога-химика Юхана Гадолина, который впервые выделил редкоземельные элементы в 1792 году. Гадолиний был также назван в честь него. Однако в гадолините содержатся лишь следовые количества гадолиния.
Исследуя гадолинит, Юхан Гадолин упустил возможность открыть ещё один элемент — бериллий, ошибочно спутав его с глинозёмом (алюминий).

## Химический состав
Химический состав гадолинита непостоянный — содержание основных компонентов, особенно FeO, сильно колеблется. В основном гадолинит состоит из силикатов, церия, лантана, неодима, иттрия, бериллия и железа. Также содержит торий, реже — уран. Формулы гадолинита: (Ce, La, Nd, Y)2FeBe2Si2O10 или Be2Y2FeII(SiO4)2O2 {Ca, La, Mg, Re, Sc, Th}.

## Химические свойства
Соляная кислота разлагает гадолинит с осаждением студенистой кремниевой кислоты.

## Физические свойства
Сингония моноклинная. Твёрдость — 6,5 — 7, удельный вес 4 — 4,3.
В пламени некоторые разновидности очень быстро накаливаются, вспучиваются и становятся белыми, но не расплавляются.
Из-за наличия тория и/или урана — радиоактивен.

## Распространение
Почти всегда гадолинит встречается в виде небольших скоплений чёрного цвета (в изменённых образцах темно-зелёного), вкрапленных в гранит. Очень редкие кристаллы имеют призматический облик, иногда достигают гигантских размеров. Вес некоторых несовершенных кристаллов достигает 80 кг (Барингер-Хил, США).
Распространён в кварцевом порфире в Гуассо-аль-Монте (провинция Варесе) в Италии, в Финбо, Иттербю, Фалуне в Швеции, Хитре в Норвегии, Гарце и в Силезии, в США, на Кольском полуострове в России.

## Добыча
Добывается в промышленных масштабах для производства тория, урана и редкоземельных элементов.